# Bergen
Bergen là thành phố cảng ở tây nam Na Uy. Thành phố này có diện tích 445  km², dân số cuối năm 2007 là 247.746 người. Đây là thủ phủ của hạt Hordaland. Đây là thành phố lớn thứ 2 tại Na Uy, sau thủ đô Oslo. Bergen là một trung tâm tàu biển, ngư nghiệp, văn hóa. Các ngành chế tạo gồm: thép, tàu biển, ngư cụ, chế biến thực phẩm, thiết bị điện.
Bergen nằm trong một thung lũng gần 7 ngọn núi, là thành phố có nhiều tòa nhà cổ như: Nhà thờ Saint Mary (thế kỷ 12t), pháo đài Bergenhus, tòa nhà Håkonl (xây năm 1261; xây lại từ thập niên 1940). Đại học Bergen (1948), nhạc viện (1905) nằm ở Bergen.
Tên ban đầu là Björgvin, thành phố này đã được thành lập bởi vua Olaf III năm 1070 và đã nhanh chóng phát triển và trở thành một trung tâm thương mại. Đây là thủ đô của Na Uy từ thế kỷ 12 đến thế kỷ 13. Từ giữa thế kỷ 14 đến năm 1560, thành phố này thuộc kiểm soát của Liên minh Hanseatic, một liên đoàn thương mại của các thành phố châu Âu. Thành phố này đã bị nhiều cơn hỏa hoạn vào năm 1702, 1855, và 1916, và đã bị thiệt hại nặng trong thế chiến II khi nó bị quân Đức chiếm đóng.

## Khí hậu
| Dữ liệu khí hậu của Bergen               | Dữ liệu khí hậu của Bergen | Dữ liệu khí hậu của Bergen | Dữ liệu khí hậu của Bergen | Dữ liệu khí hậu của Bergen | Dữ liệu khí hậu của Bergen | Dữ liệu khí hậu của Bergen | Dữ liệu khí hậu của Bergen | Dữ liệu khí hậu của Bergen | Dữ liệu khí hậu của Bergen | Dữ liệu khí hậu của Bergen | Dữ liệu khí hậu của Bergen | Dữ liệu khí hậu của Bergen | Dữ liệu khí hậu của Bergen |
| Tháng                                    | 1                          | 2                          | 3                          | 4                          | 5                          | 6                          | 7                          | 8                          | 9                          | 10                         | 11                         | 12                         | Năm                        |
| ---------------------------------------- | -------------------------- | -------------------------- | -------------------------- | -------------------------- | -------------------------- | -------------------------- | -------------------------- | -------------------------- | -------------------------- | -------------------------- | -------------------------- | -------------------------- | -------------------------- |
| Cao kỉ lục °C (°F)                       | 16.9 (62.4)                | 13.5 (56.3)                | 19.8 (67.6)                | 25.5 (77.9)                | 31.2 (88.2)                | 30.3 (86.5)                | 33.4 (92.1)                | 31.0 (87.8)                | 27.1 (80.8)                | 23.8 (74.8)                | 17.9 (64.2)                | 13.9 (57.0)                | 33.4 (92.1)                |
| Trung bình ngày tối đa °C (°F)           | 4.3 (39.7)                 | 4.5 (40.1)                 | 6.5 (43.7)                 | 10.4 (50.7)                | 14.7 (58.5)                | 17.3 (63.1)                | 19.1 (66.4)                | 18.6 (65.5)                | 15.4 (59.7)                | 11.4 (52.5)                | 7.3 (45.1)                 | 4.8 (40.6)                 | 11.2 (52.1)                |
| Trung bình ngày °C (°F)                  | 2.2 (36.0)                 | 2.2 (36.0)                 | 3.8 (38.8)                 | 7 (45)                     | 10.9 (51.6)                | 13.6 (56.5)                | 15.6 (60.1)                | 15.4 (59.7)                | 12.4 (54.3)                | 8.8 (47.8)                 | 5.1 (41.2)                 | 2.7 (36.9)                 | 8.3 (47.0)                 |
| Tối thiểu trung bình ngày °C (°F)        | 0.1 (32.2)                 | −0.2 (31.6)                | 1.1 (34.0)                 | 3.6 (38.5)                 | 7 (45)                     | 9.9 (49.8)                 | 12.2 (54.0)                | 12.1 (53.8)                | 9.4 (48.9)                 | 6.2 (43.2)                 | 2.8 (37.0)                 | 0.6 (33.1)                 | 5.4 (41.8)                 |
| Thấp kỉ lục °C (°F)                      | −16.3 (2.7)                | −13.4 (7.9)                | −12.0 (10.4)               | −5.5 (22.1)                | −3.2 (26.2)                | 0.8 (33.4)                 | 2.5 (36.5)                 | 2.5 (36.5)                 | −0.1 (31.8)                | −5.5 (22.1)                | −10.0 (14.0)               | −13.0 (8.6)                | −16.3 (2.7)                |
| Lượng Giáng thủy trung bình mm (inches)  | 252.7 (9.95)               | 197.8 (7.79)               | 200.3 (7.89)               | 133.7 (5.26)               | 104.5 (4.11)               | 119.4 (4.70)               | 151.1 (5.95)               | 198.4 (7.81)               | 254.9 (10.04)              | 270.8 (10.66)              | 261.4 (10.29)              | 267.8 (10.54)              | 2.412,8 (94.99)            |
| Số ngày giáng thủy trung bình (≥ 1.0 mm) | 19.1                       | 16.4                       | 17.4                       | 14.0                       | 12.8                       | 12.8                       | 14.5                       | 15.9                       | 17.0                       | 19.1                       | 18.1                       | 18.5                       | 195.6                      |
| Độ ẩm tương đối trung bình (%)           | 78                         | 76                         | 73                         | 72                         | 72                         | 76                         | 77                         | 78                         | 79                         | 79                         | 78                         | 79                         | 76                         |
| Nguồn: Meteoclimat (đo nhiệt độ)         |                            |                            |                            |                            |                            |                            |                            |                            |                            |                            |                            |                            |                            |